# Coure violeta
El coure violeta (Lycaena helle) és una espècie de lepidòpter papilionoïdeu de la família dels licènids (Lycaenidae) present als Països Catalans.

## Distribució
S'estén de forma dispersa per gran part d'Europa, des dels Pirineus fins a Noruega, així com a l'Àsia fins al centre i sud de Sibèria, Transbaikàlia, Mongòlia i l'Amur. A Europa, es troba al nord de la península Ibèrica, sud i centre-est de França, concretament des del departament de l'Arieja fins a les muntanyes del Jura i l'oest dels Vosges, oest de Suïssa, sud de Bèlgica a les Ardenes, Luxemburg, Alemanya, Polònia, Escandinàvia, Finlàndia, Lituània, Bielorússia, nord-oest de Rússia, Àustria, Romania i Ucraïna. Es considera extingida a Letònia, Txèquia, Eslovàquia, Hongria i Itàlia. A la península Ibèrica es coneixen molt poques citacions de l'espècie, amb dues d'antigues de la cara sud de l'Aneto, als Pirineus, i de Peña Labra, a la Serralada Cantàbrica de la província de Santander. Recentment, s'ha trobat en una localitat al nord-est província de León i a Andorra, on s'ha registrat en dues localitats al nord-est del país, una a la vora del riu Arieja i l'altra a les Bordes d'Envalira, Canillo.

## Descripció
Envergadura alar d'entre 22 i 26 mm. Lleuger dimorfisme sexual per la diferent coloració de l'anvers i per la major mida de la femella. L'anvers de l'ala anterior del mascle té un color de fons taronja pràcticament del tot recobert per una iridescència entre blavosa i violeta. L'anvers de l'ala posterior també presenta aquesta iridescència, però el color de fons és marró i també existeix una franja taronja amb taques negres prop del marge. La femella presenta l'anvers similar al del mascle, però amb major presència de taronja a l'ala anterior i amb l'iridescència menys òbvia. Revers semblant en ambdós sexes, amb el color de fons de l'ala anterior ataronjat i el de l'ala posterior marró, amb nombrosos punts negres a ambdues ales que, a l'ala posterior són acompanyats d'una franja blanca i d'una de taronja envoltada de taques negres prop del marge.

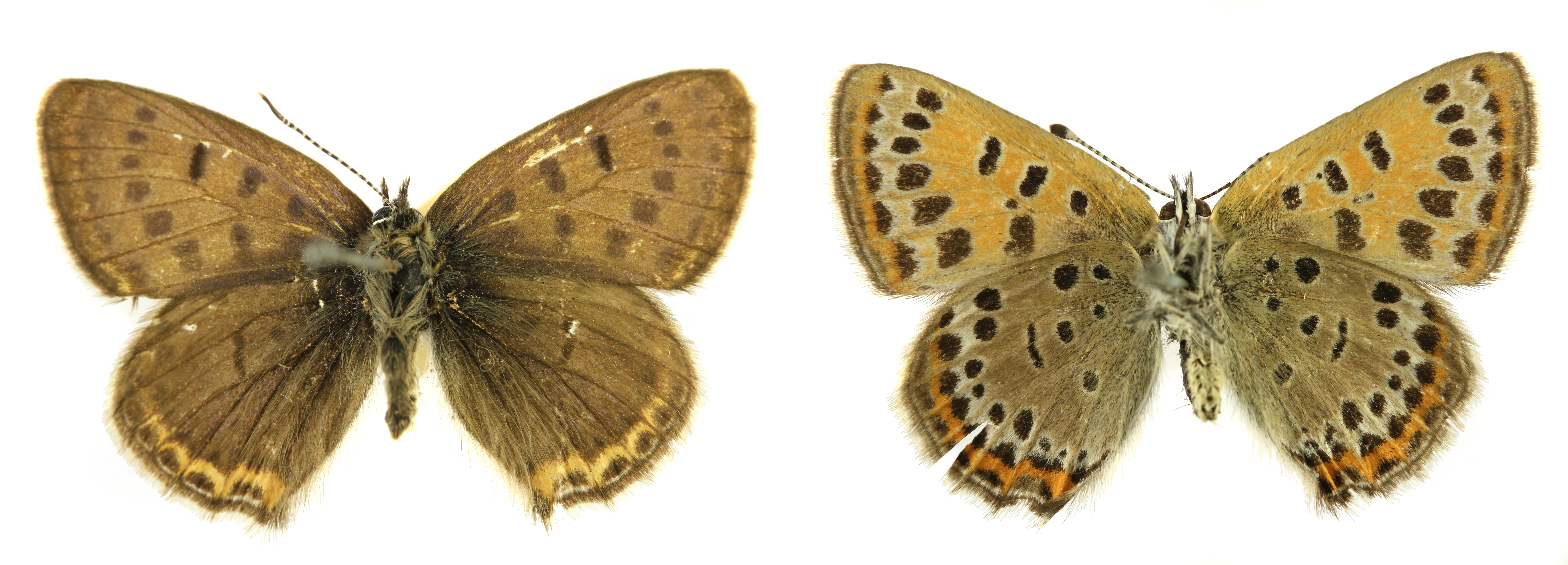
♂ / ♂ △

## Hàbitat
Prats mesòfils, humits o entollats, torberes i marges de boscos humits amb abundància de flors. Rang altitudinal des dels 100 m fins als 1800 m. L'eruga s'alimenta de diverses poligonàcies, les quals inclouen la bistorta (Bistorta officinalis) al centre d'Europa i Polygonum viviparum al centre i nord d'Escandinàvia.

## Període de vol i hibernació
Vola en una generació entre els mesos de maig i juliol, segons la localitat i l'altitud. Hiberna com a crisàlide.

## Espècies ibèriques similars
- Coure tornassolat (Lycaena alciphron)
- Lycaena bleusei
- Coure de mollera (Lycaena hippothoe)
- Coure comú (Lycaena phlaeas)
- Coure fosc (Lycaena tityrus)
- Coure roent (Lycaena virgaureae)

## Galeria

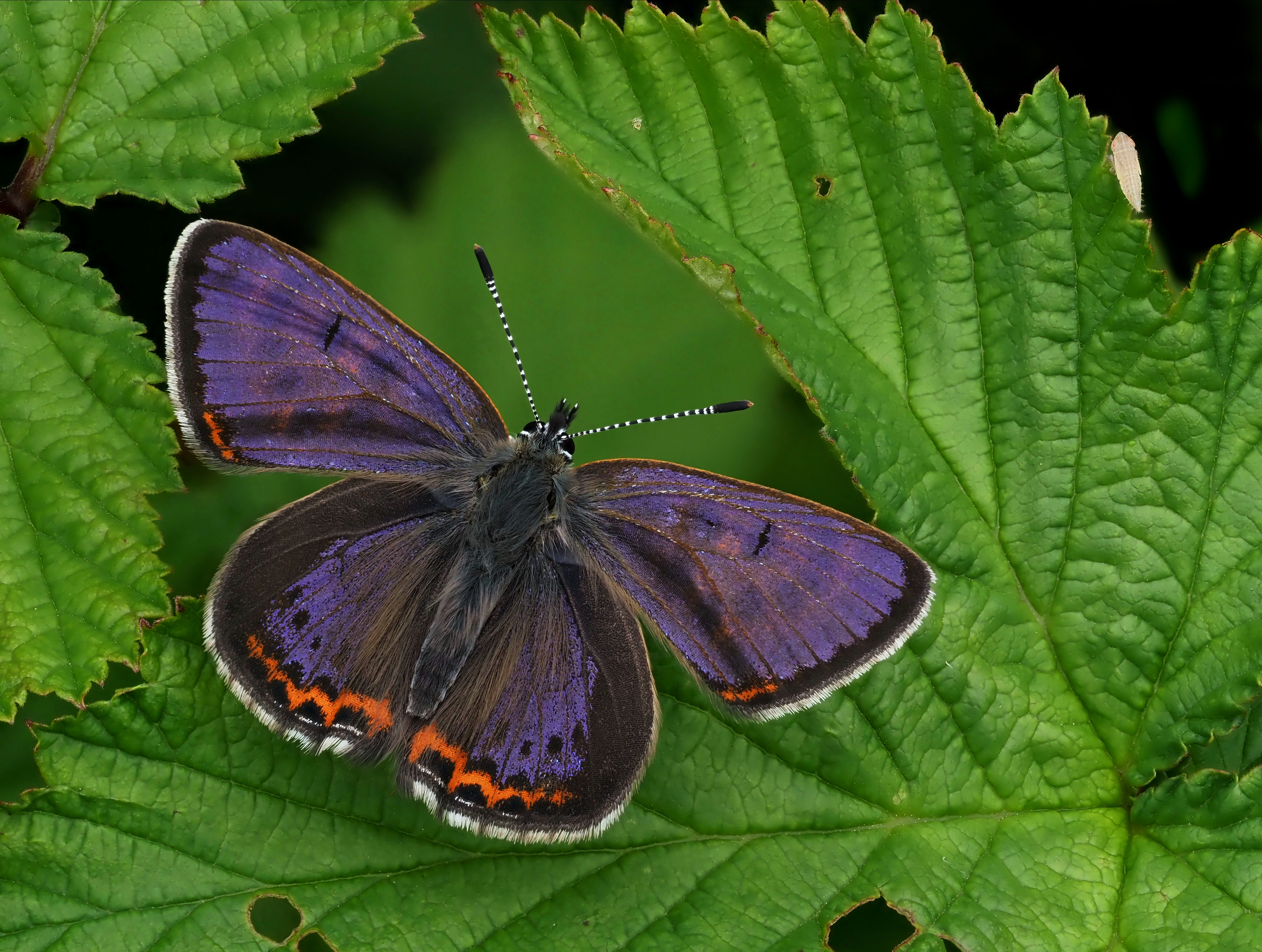
Anvers d'un mascle
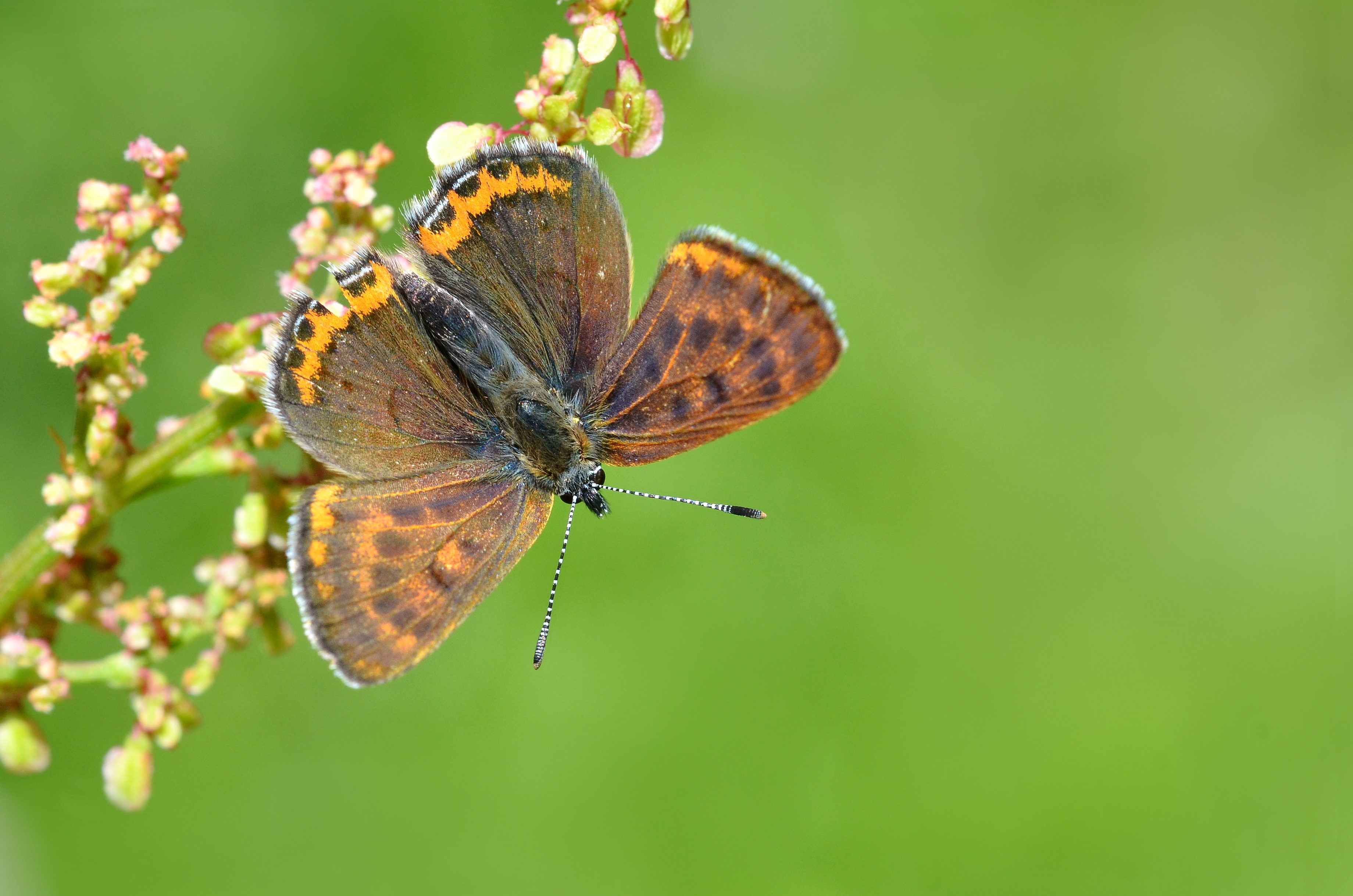
Anvers d'una femella
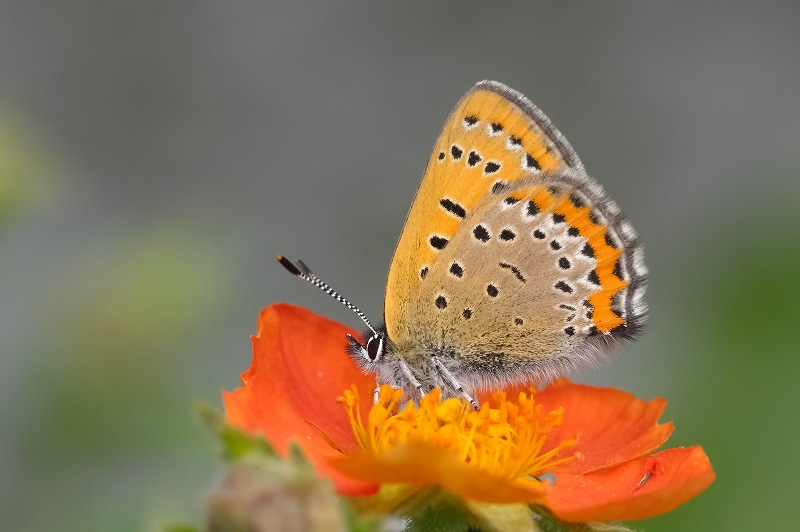
Revers d'un adult
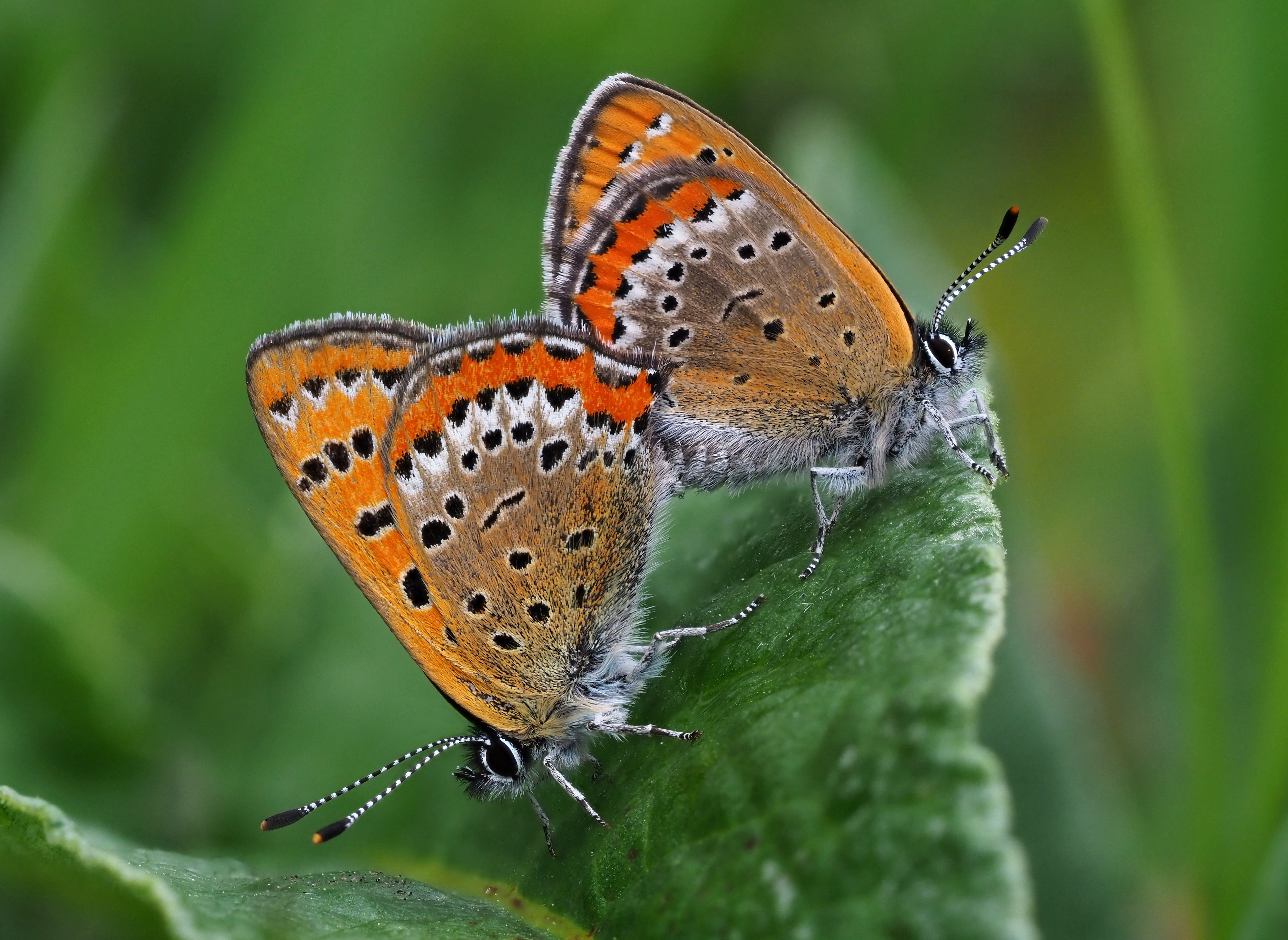
Aparellament